# Кризис в мировом автопроме
Кризис в мировом автопроме — вторая фаза (после ипотечного кризиса в США) мирового финансового кризиса 2008—2009, приведшая к рецессии и банкротствам среди мировых автогигантов.
Ипотечный кризис в США спровоцировал в сентябре 2008 года кризис ликвидности мировых банков: банки прекратили выдачу кредитов, в частности кредитов на покупку автомобилей. Как следствие, объёмы продаж автогигантов начали сокращаться. Экономические новости весны 2009 пестрели сообщениями о спасении Opel.
1 июня 2009 года заявил о своём банкротстве автогигант General Motors.
В 2013 году продажи автомобилей в Европе упали до минимума за два десятилетия.
Кризис в Соединённых Штатах в основном определяется правительственным спасением General Motors и Chrysler. Ford обеспечил себе кредитную линию на случай, если в ближайшем будущем им понадобится промежуточный кредит. Продажи автомобилей в Соединённых Штатах снизились, что повлияло на местных и иностранных автопроизводителей. Промежуточные кредиты привели к более пристальному вниманию к автомобильной промышленности США в дополнение к критике их ассортимента продукции, качества продукции, высокой заработной платы, программ банков вакансий. Поддерживаемое правительством спасение американской автомобильной промышленности получило поддержку 37 % американцев в 2009 году, согласно опросу CNN/Opinion Research Corporation, и 56 % в 2012 г. (опрос Pew Research Center). Chrysler was forced into bankruptcy in April 2009 and GM in May.
2 июня компания General Motors объявила о продаже бренда внедорожников Hummer машиностроительной компании из западного Китая Sichuan Tengzhong Heavy Industrial Machinery Company Ltd, однако эта сделка впоследствии сорвалась.. Позже компания GM объявила о прекращении производства своих линеек Hummer, Saturn и Pontiac с конца 2009 модельного года.